# Haus Martfeld

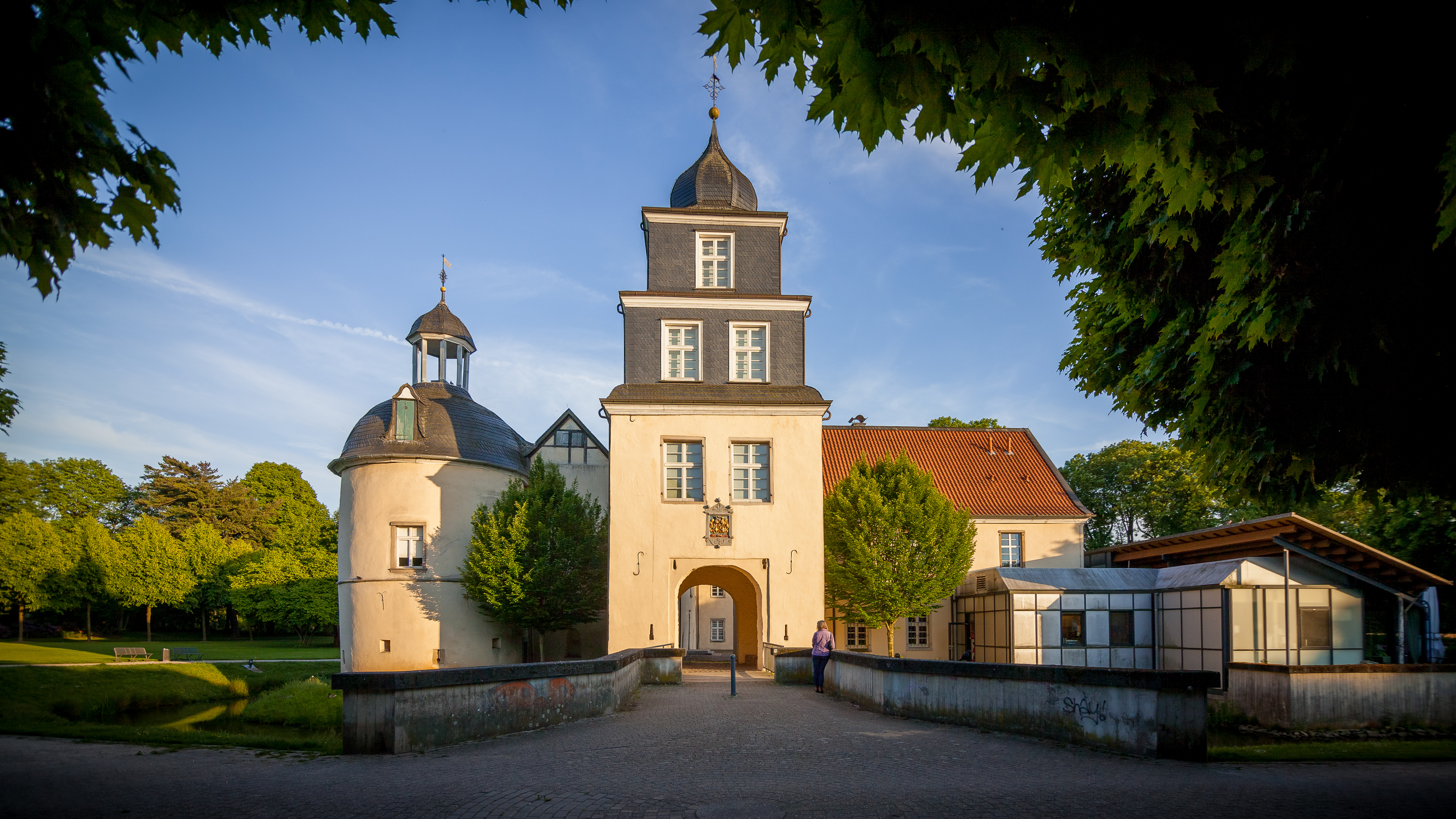
Haus Martfeld von Norden aus gesehen

Das ehemalige Rittergut Haus Martfeld liegt am östlichen Rand des Stadtgebietes von Schwelm und ging aus einer Wasserburg hervor, deren Ursprünge im 14. Jahrhundert liegen. Unweit der Anlage liegt die geologisch bedeutsame Schlosshöhle.

## Geschichte

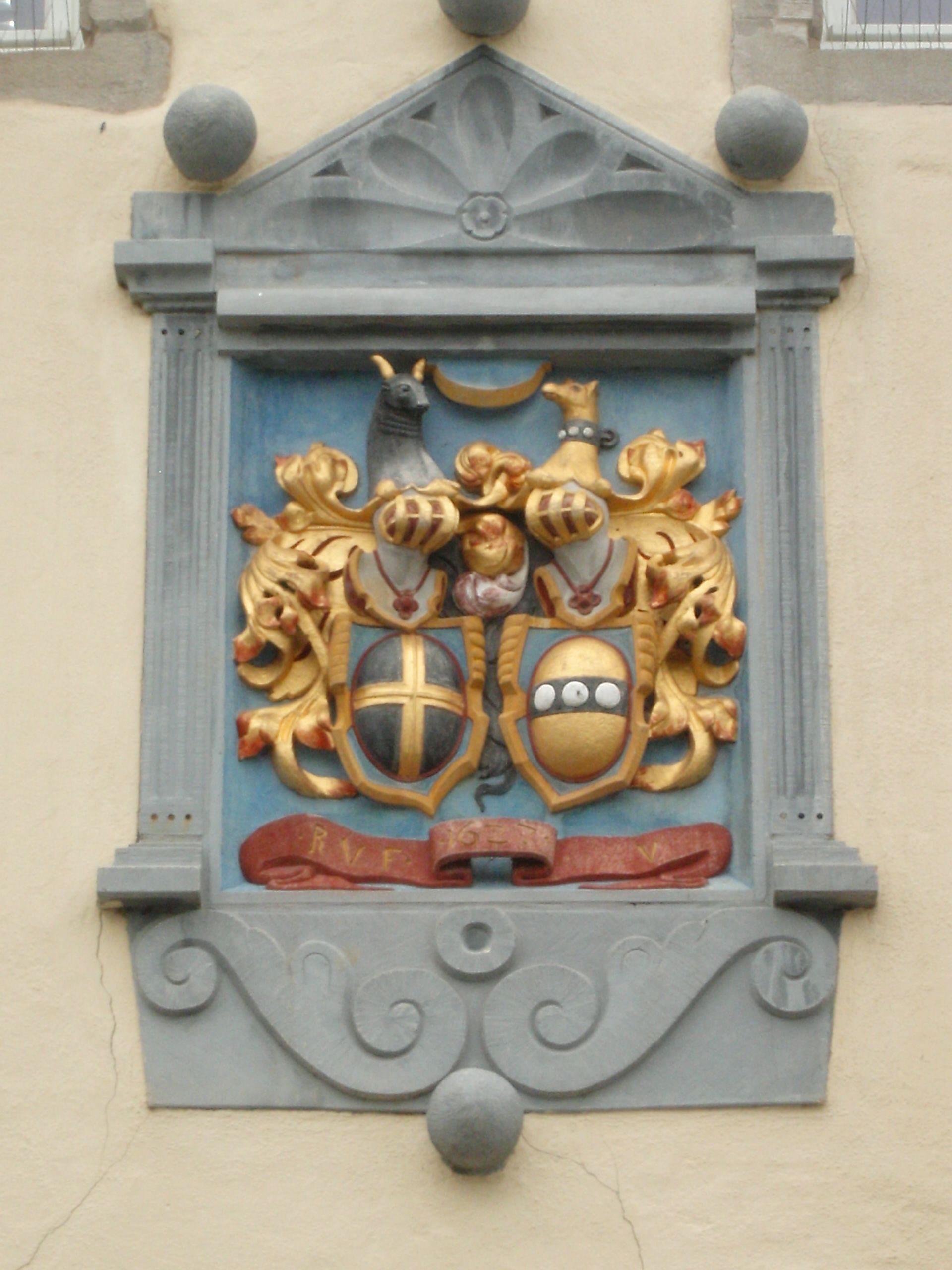
Wappen am Torturm

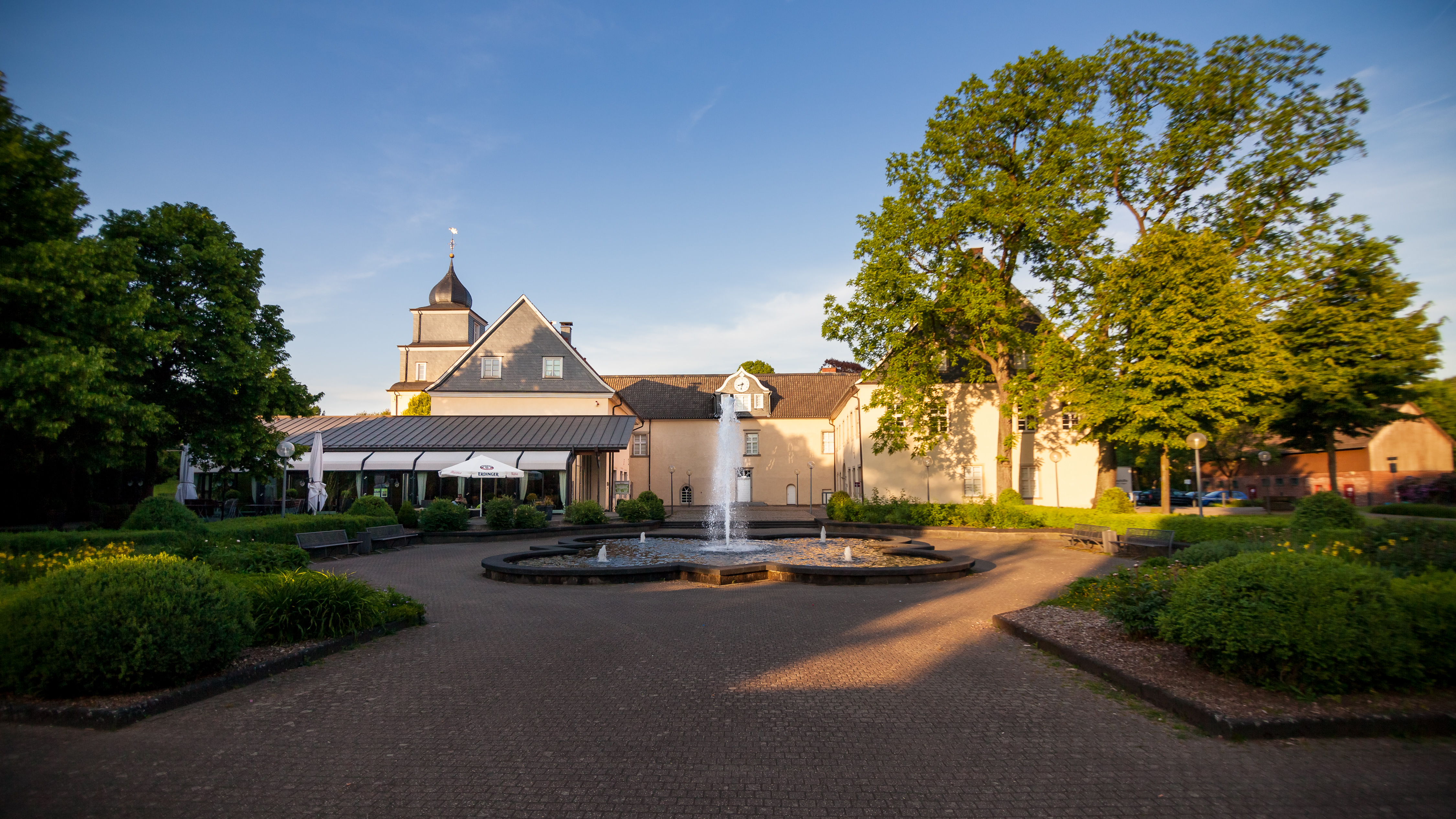
Innenhof mit Brunnen und Café

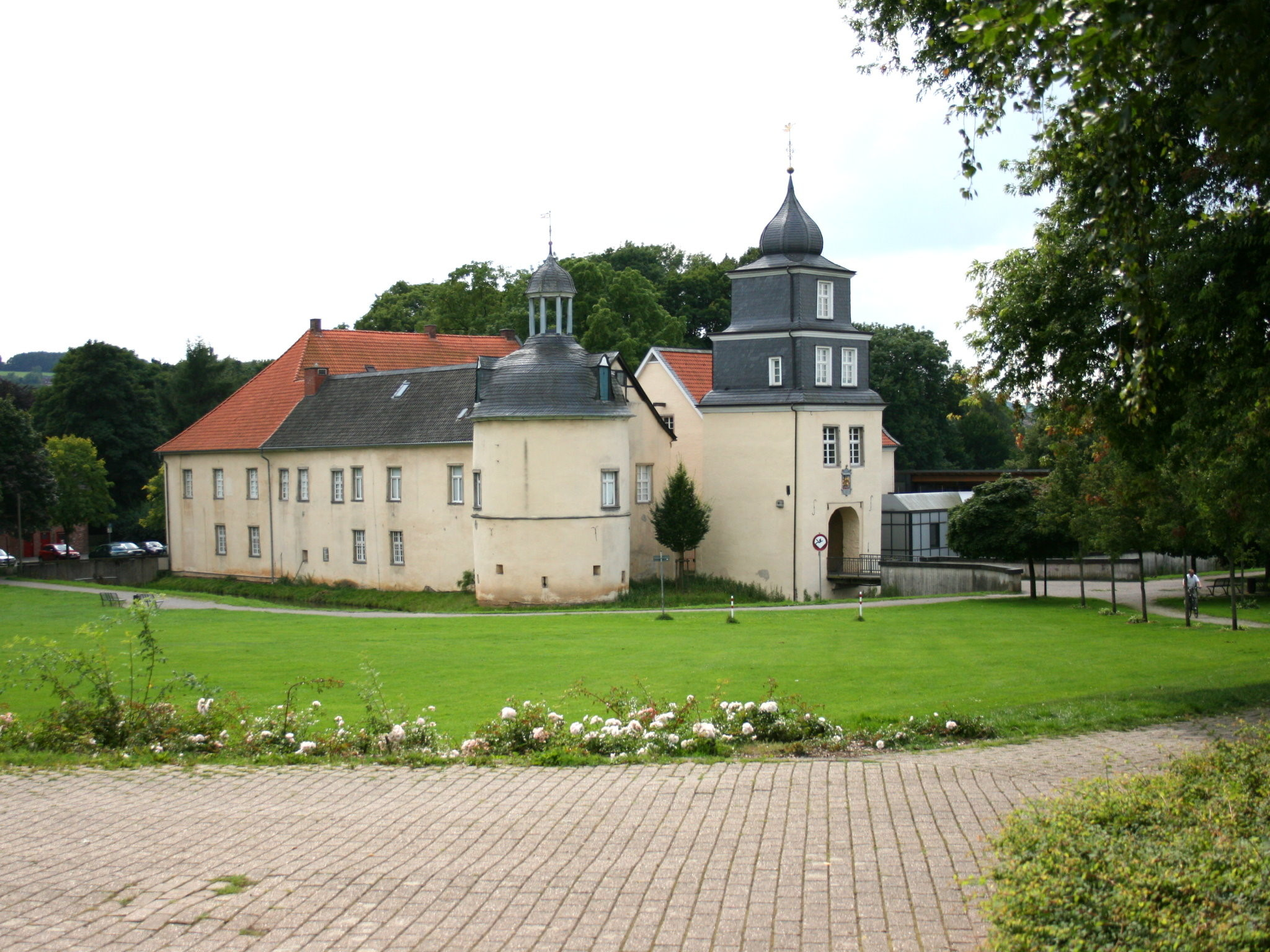
Haus Martfeld von Nord-Osten aus gesehen

Das Haus Martfeld, dessen Name sich mit „sumpfiges Gelände“ übersetzen lässt, wurde zu Beginn des 14. Jahrhunderts als kurkölnischer Burgmannssitz errichtet. Doch bereits zuvor befand sich etwa 80 m von der heutigen Anlage entfernt eine Motte, die als Vorgängerbau des Martfelder Gebäudes gilt. Die einstige Wasserburg Martfeld gehörte zu einem Netz aus Stützpunkten, das die Besitzungen des Kölner Erzbischofs zwischen Ruhr und Wupper schützen sollte. Das bergische Gegenstück zur Martfelder Grenzburg war die Burg Beyenburg. Als frühe Besitzer des Gebäudes sind die Ritter Wandhoff bekannt, die unter anderem auch über ein Erzbergwerk in der Nähe des Hauses Martfeld verfügten.
Das Hauptgebäude der frühen Martfelder Anlage war nur ein einfaches Steinhaus mit zwei Räumen: einer heizbaren Wohnküche und einem Schlafraum. Daneben gab es vermutlich noch ein paar hölzerne Wirtschaftsbauten. Später gehörten zum Haus Martfeld Wälder, Gutsland, eine Wassermühle im Rauental und eine Fischerei an der Wupper.
Der Rundturm des Hauses Martfeld stammt in seinem Kern aus dem Jahre 1450 und ist der älteste Teil des heutigen Gebäudes. Im 17. Jahrhundert ließ der damalige Besitzer Adolf Wilhelm Raitz von Frentz zuerst 1618 den Nordflügel und anschließend 1627 den viereckigen Torturm mit Zugbrücke errichten. Der Kaufmann Johann Peter Hochstein kaufte 1752 das Haus Martfeld und investierte in die heruntergekommene Anlage. Er ließ den Südflügel bauen und gab dem Gebäude seine heutige Gestalt. Dazu gehörte auch, dass er 1755 den Westflügel abreißen ließ; das Haus besitzt seitdem keine geschlossene Hofanlage mehr. Als während des 19. Jahrhunderts die Familie von Elverfeldt in Besitz des Hauses Martfeld war, ließ Friederike Freifrau von Elverfeldt eine Parkanlage um den Gebäudekomplex herum anlegen.
1954 erwarb die Stadt Schwelm die Anlage Haus Martfeld vom damaligen Besitzer Freiherr Johannes von Hövel, an den heute noch der nahegelegene Freiherr-von-Hövel-Weg erinnert. Seit 1962 ist das Heimatmuseum im Haus Martfeld untergebracht und seit 1966 auch das Stadtarchiv. Das Gebäude wurde seitdem im Auftrag der Stadt mehrmals umgebaut und modernisiert: 1978 wurde der Umbau des Südflügels vollendet und 1982 der des Mittelflügels. Nach mehrjähriger Restaurierung wurde im Sommer 2002 auch der Nordflügel des Hauses mit Museumscafé und Tagungsraum neu eröffnet. Auch ein Restaurant befindet sich seitdem im Haus Martfeld.

## Das Martfeld

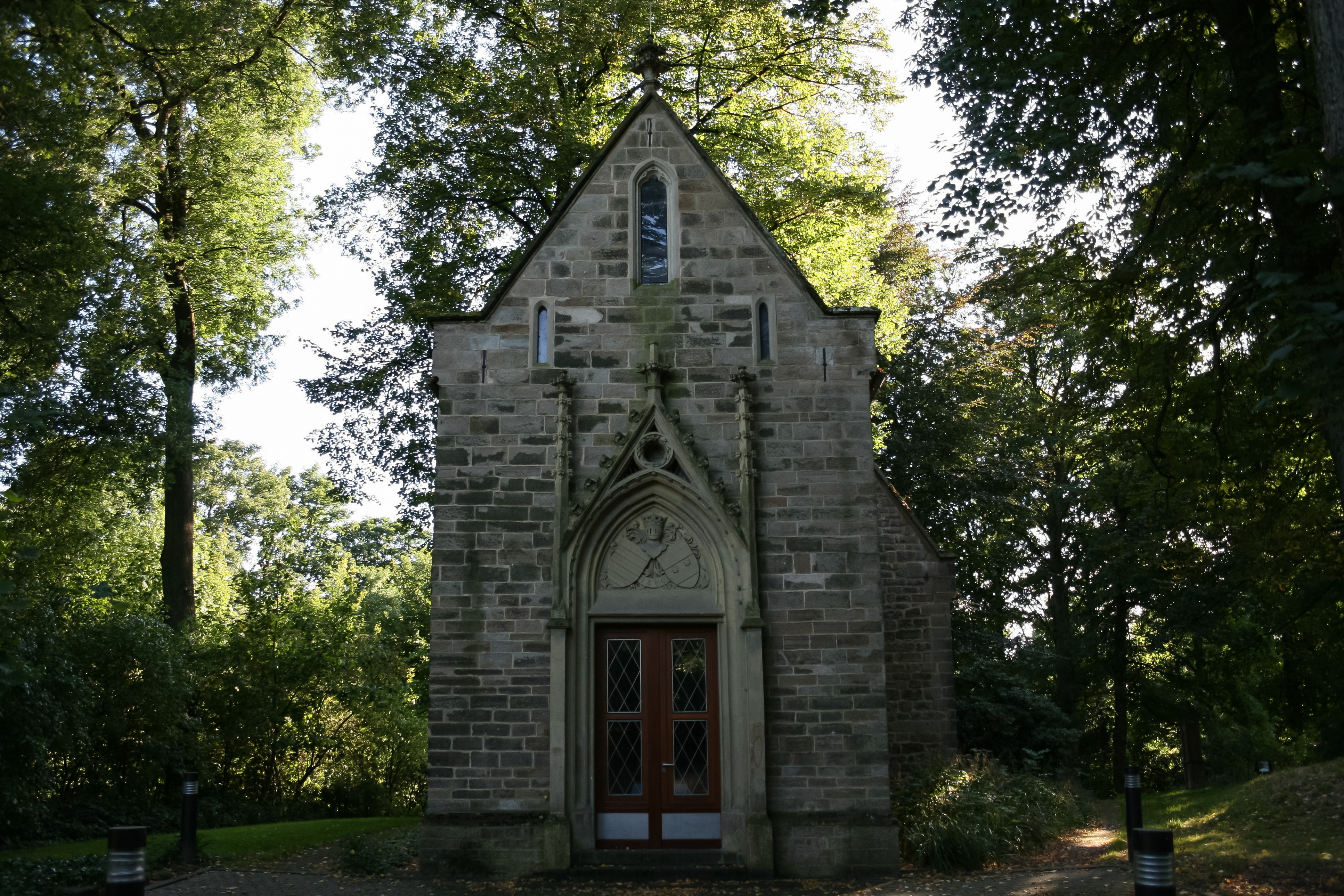
Im Wald versteckte Martfelder Kapelle

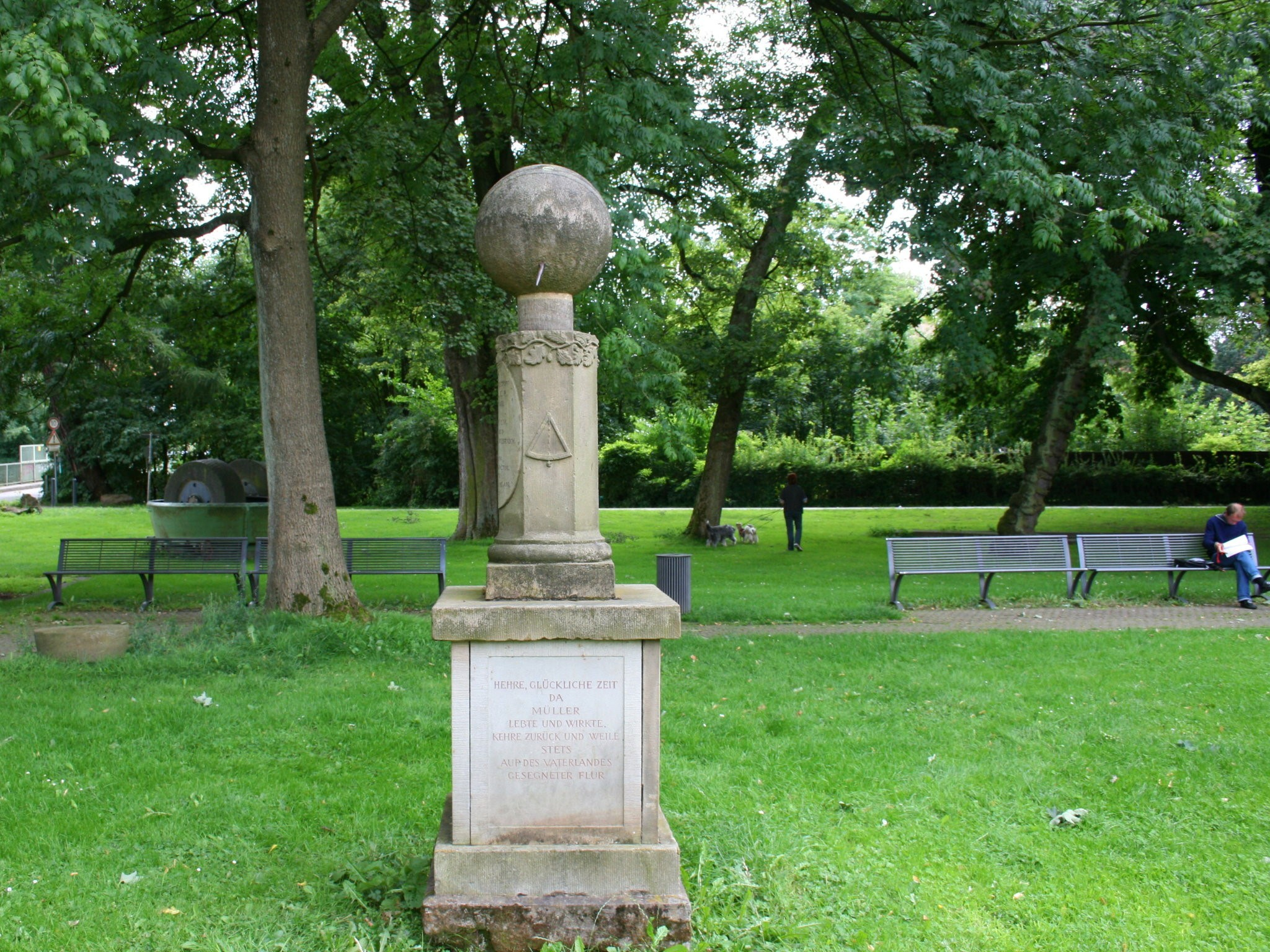
Denkmal für Friedrich Christoph Müller

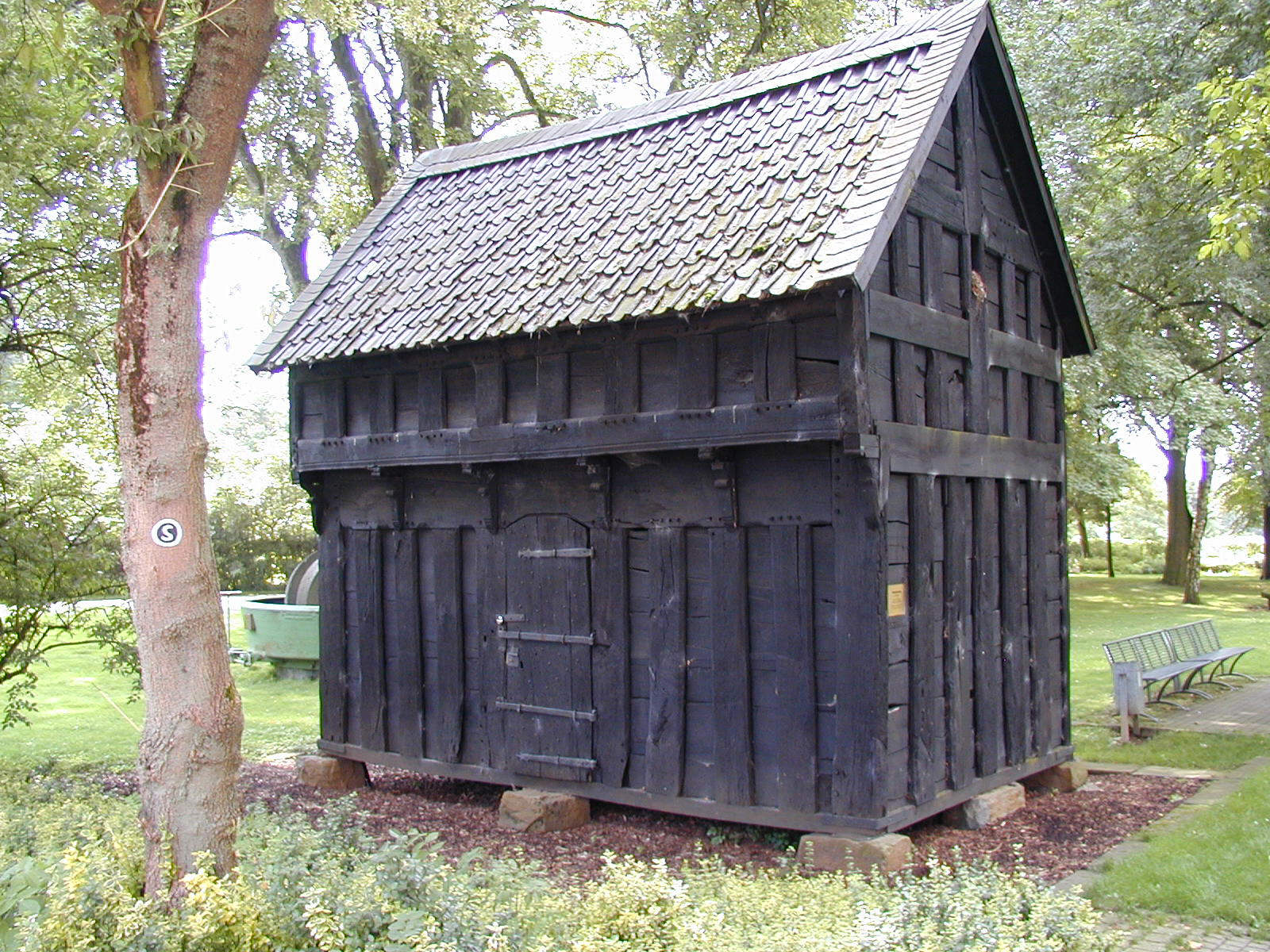
Historischer Haferkasten im Martfeld vor dem Brand

Als im 19. Jahrhundert Friederike Freifrau von Elverfeldt über das Haus Martfeld verfügte, ließ sie den Park anlegen, der seine heutige Gestalt in den 1970er Jahren erhielt. Die Parkanlage ist mit einer Fläche von 9,4 ha die größte im Schwelmer Stadtgebiet und ein 0,7 ha großer Teil des Parks gilt als wertvolles Stadtbiotop. Friederike von Elverfeldt gab im 19. Jahrhundert auch die Errichtung einer neugotischen Grabkapelle in Auftrag, die 1860 nach den Plänen des Kölner Baumeisters Vincenz Statz entstand. Sieben Jahre später erweiterte der Barmer Architekt Gerhard August Fischer den hinteren Teil der Kapelle um einen Anbau, der als Grablege für die Familie Elverfeldt diente. Von 1996 bis 1998 ließ der Verschönerungsverein Schwelm die Martfelder Grabkapelle restaurieren. Heute hängt in dem Gebäude das Gemälde Lots Flucht aus Sodom des Barockmalers Johann Heinrich Damelet, das man einst unter einem Haufen Kohle in einem Schwelmer Keller entdeckte. Im Anbau der Kapelle werden dauerhaft Fossilien aus dem Schwelmer Massenkalk ausgestellt und regelmäßig finden Führungen durch das Gebäude statt.
Im direkten Umfeld des Hauses Martfeld erinnern zwei Denkmale an die Schwelmer Persönlichkeiten, den evangelischen Theologen und Kartographen Friedrich Christoph Müller und den evangelischen Theologen und Dichter Johann Heinrich Christian Nonne. Weitere historische Objekte im Park des Hauses Martfeld sind ein Kollergang aus den 1930er-Jahren, der ursprünglich in der Schwelmer Papierfabrik Erfurt & Sohn Verwendung fand und ein Haferkasten aus dem 16. Jahrhundert, welcher nach einem Brand am 27. August 2019 komplett eingerüstet wurde und restauriert werden soll.
Zur Freizeitgestaltung lädt die unmittelbare Umgebung mit einem Spielplatz, Sportanlagen, Spazier- und Wanderwegen ein. So durchquert etwa der Rundwanderweg um Schwelm das Martfeld.
Südlich des Martfeldes befindet sich der tiefe Einschnitt einer Eisenbahnstrecke, die auch heute noch in Betrieb ist. Der Einschnitt wurde bereits 1849 von der Bergisch-Märkischen Eisenbahn-Gesellschaft errichtet und ist eines der ältesten Bauwerke seiner Art in Deutschland. Probleme beim Bau des Einschnittes verzögerten erheblich die Inbetriebnahme dieser frühen Eisenbahnstrecke Westdeutschlands.
Im östlichen Teil des Martfeldes befindet sich eine Kleingarten-Anlage und das Helios Klinikum Schwelm.

## Heutige Nutzung
Am Haus Martfeld finden alljährlich ein Weihnachtsmarkt, ein Kunsthandwerkermarkt und seit 1997 eine zweitägige Hochzeitsmesse statt. Der Südflügel des Gebäudes wird für Klassik- und Jazz-Konzerte, Ausstellungen, Vorträge, Lesungen und kleinere Theateraufführungen genutzt.
Seit 1962 ist im Haus Martfeld das Schwelmer Heimatmuseum untergebracht, dessen Ausstellungsstücke seit 1985 im Mittel- und Südflügel auf mehreren Stockwerken präsentiert werden. Neben dem Museum befindet sich im Südflügel das Stadtarchiv und ergänzt mit seinen Beständen das kulturgeschichtliche Angebot.